# Mpanjaka montana
Mpanjaka montana este o molie din familia Erebidae care se găsește în centrul Madagascarului.
Masculul are o anvergură de 57 mm, iar lungimea aripilor din față este de 28 mm. Abdomenul, toracele și capul sunt uniform bej. Antenele sunt bipectinate.
Aripile din față sunt albe, cu un model dens de negru și 3 linii de pete roșii care traversează aripa. Aripile din spate sunt de culoare alb-gălbui.

## Vezi și
- Listă de molii din Madagascar

## Legături externe
- en Baza de date a genului Lepidoptera la Muzeul de istorie naturală